# ورنگویل سور مرسی
ورنگویل سور مرسی (به فرانسوی: Varengeville-sur-Mer) یک کامین در فرانسه است که در Canton of Offranville واقع شده‌است.

## خصوصیات
ورنگویل سور مرسی ۱۰٫۷۵ کیلومترمربع مساحت و ۱٬۱۱۳ نفر جمعیت دارد و ۹۰ متر بالاتر از سطح دریا واقع شده‌است.